# Palais présidentiel (Tallinn)
Pour les articles homonymes, voir Palais présidentiel (homonymie).
Le palais présidentiel d'Estonie (en estonien : Kadrioru administratiivhoone, littéralement « le bâtiment administratif de Kadriorg ») est la résidence officielle du président de la république d'Estonie.
Le bâtiment est située dans le quartier de Kadriorg à Tallinn, en Estonie.

## Présentation
Le palais est situé dans le parc de Kadriorg, juste à côte du château de Kadriorg.
La première pierre est posée le 12 août 1937 par Konstantin Päts.
Le bâtiment conçu par Alar Kotli est terminé en 1938. Il sert de résidence officielle du président Konstantin Päts. De 1940 à 1990, le bâtiment abrite le Présidium du Soviet suprême de la RSS d'Estonie.
Face au palais est érigée une statue de Johannes Vares sculptée par August Vomm.
Depuis le retour à l'indépendance, le palais est la résidence officielle du président de la République.